# Tenmoku

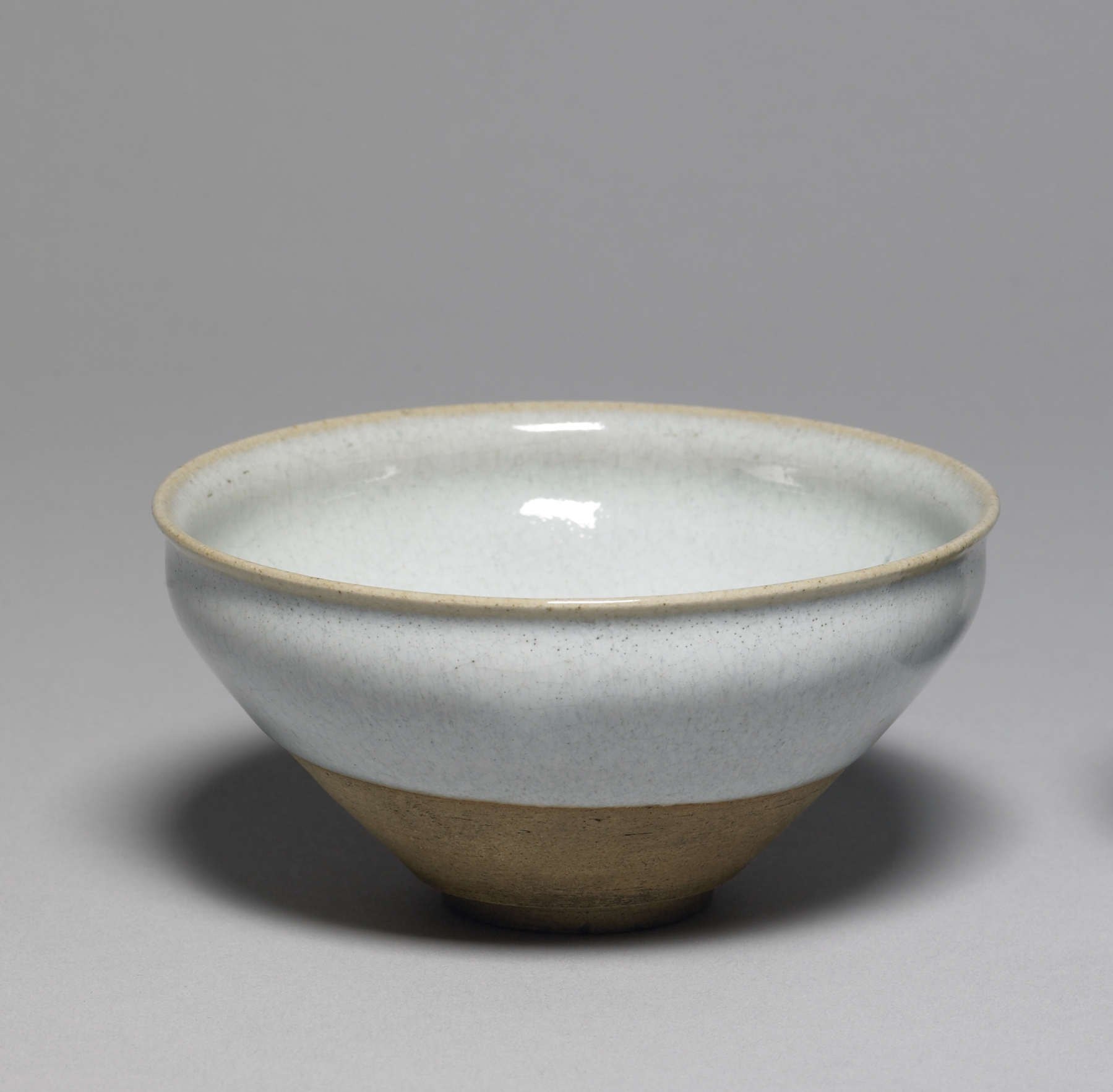
Cuenco de Cerámica Ofukei tenmoku blanca, gres con vidriado de ceniza de paja de arroz. Entre 1700 y 1850, Período Edo.

Tenmoku (天目, también escrito "temmoku" y "temoku") es un tipo de vidriado que se origina por la imitación de la Cerámica Jian china (建盏) de la dinastía Song del sur (1127–1279), cuyos ejemplos originales también se llaman tenmoku en Japón.
Las formas de los cuencos de té de cerámica Jian (chawan) son cónicas con una ligera hendidura debajo del borde. Miden aproximadamente entre 10,2 y 12,7 centímetros de altura. El importancia está en el vidriado, donde se pueden producir diversos efectos, algunos de los cuales incluyen un elemento de aleatoriedad que tiene un atractivo filosófico para los japoneses. Los maestros del té que desarrollaron la ceremonia del té japonesa promovieron la estética subyacente a la cerámica tenmoku.

## Historia

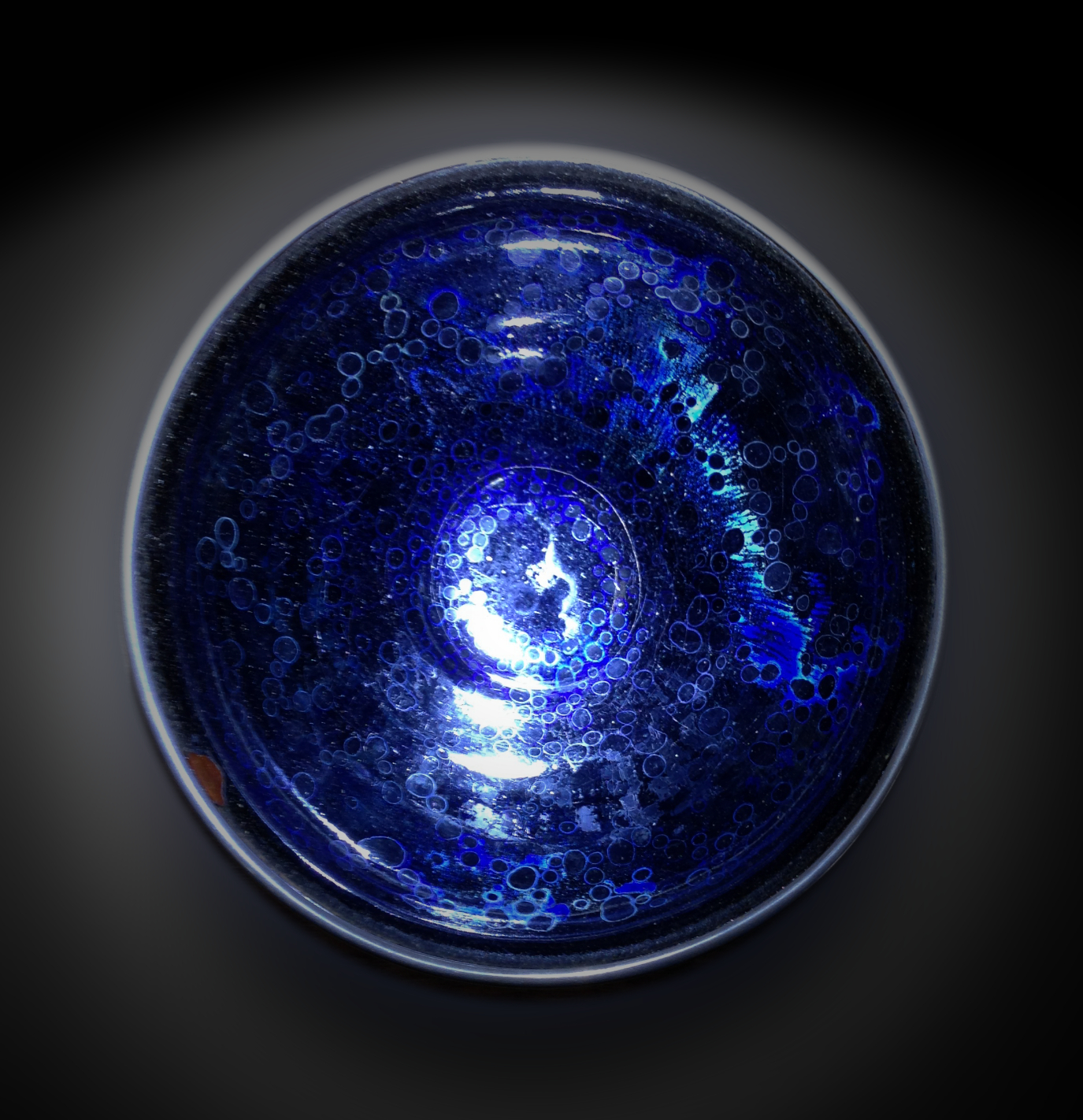
Cuenco de té yohen tenmoku de cerámica Jian china con marcas de "manchas de aceite" azules y verdes, dinastía Song del sur, siglo XIII. Tesoro Nacional (Japón)

Tenmoku toma su nombre del templo de la montaña Tianmu (天目mandarín: tiān mù; japonés: ten moku; español: Ojo del Cielo) en China, donde se utilizaban cuencos con vidriados de óxido de hierro para el té. El estilo se hizo muy popular durante la dinastía Song. En chino se llama Jian Zhan (建盏), que significa "taza de Jian (té)".
En 1406, el emperador Yongle (1360-1424) de la dinastía Ming obsequió con diez cuencos de cerámica Jian al shōgun Ashikaga Yoshimitsu (1358-1408), que gobernó durante el período Muromachi. Algunos monjes japoneses que viajaron a monasterios en China también trajeron piezas a su vuelta a Japón. A medida que fueron considerados valiosos para las ceremonias del té, se importaron más piezas de China, donde se convirtieron en productos muy preciados. Tres de estas vasijas de la dinastía Song del sur son tan valoradas que fueron incluidas por el gobierno en la lista de Tesoros Nacionales de Japón.
El mismo método acabó produciéndose también en Japón, donde perdura. El término japonés reemplazó gradualmente al original chino para designar este tipo de cerámica. Los principales talleres de producción de tenmoku son los de Seto (Aichi).
Este vidriado se produce en Japón entre un círculo muy pequeño de artistas, uno de los cuales es Kamada Kōji (鎌田幸二). Otros son Nagae Sōkichi (長江惣吉), Hayashi Kyōsuke (林恭助), y Oketani Yasushi (桶谷寧).  En la década de 1990, el renovado interés por la cerámica Jian en China significó que maestros como Xiong Zhonggui, en el pueblo de Shuiji en Fujian, pudieron reiniciar la producción de Jian Zhan utilizando las materias primas originales.

## Características

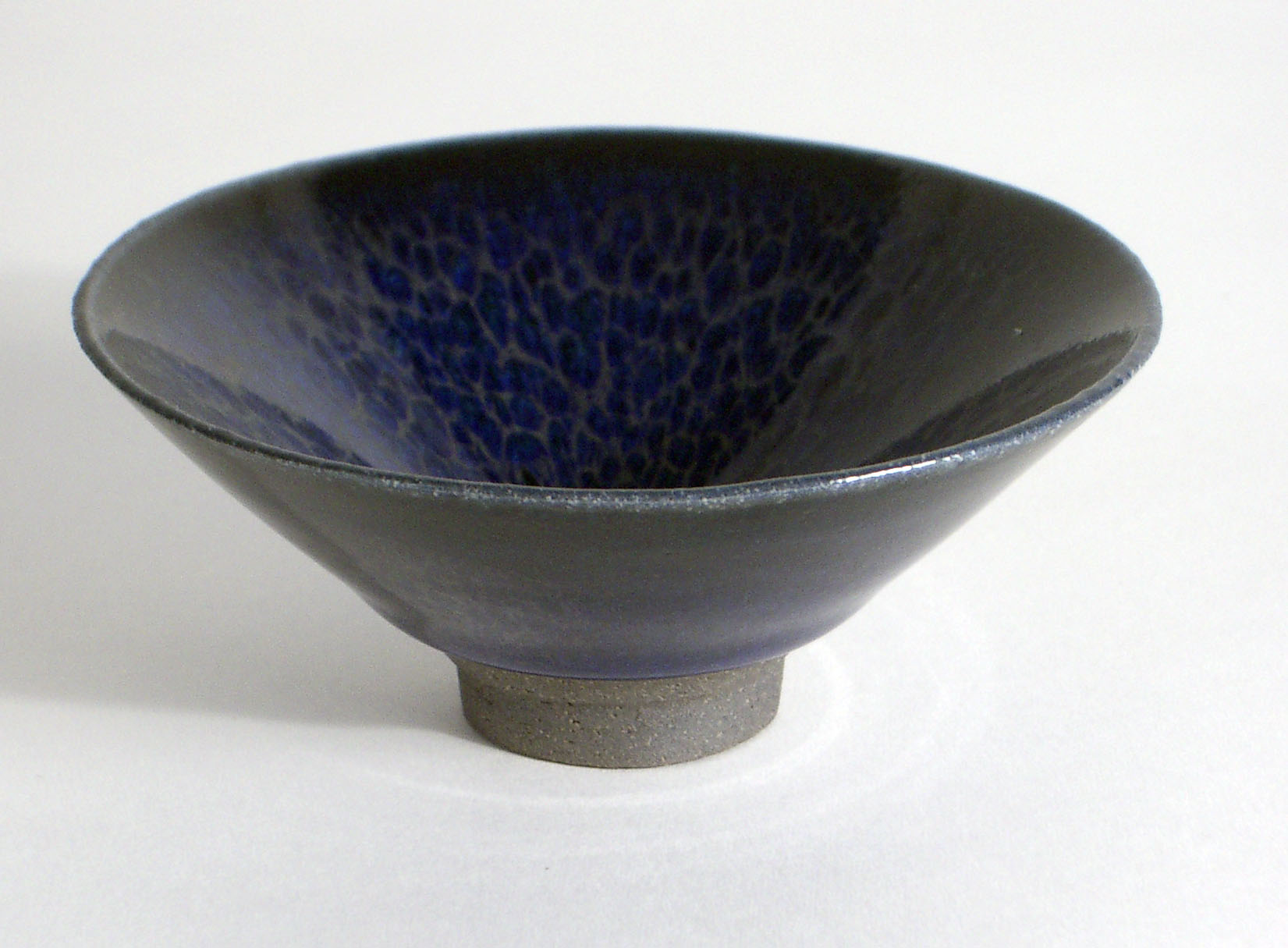
Taza de sake contemporánea con esmalte tenmoku azul, de Kamada Kōji

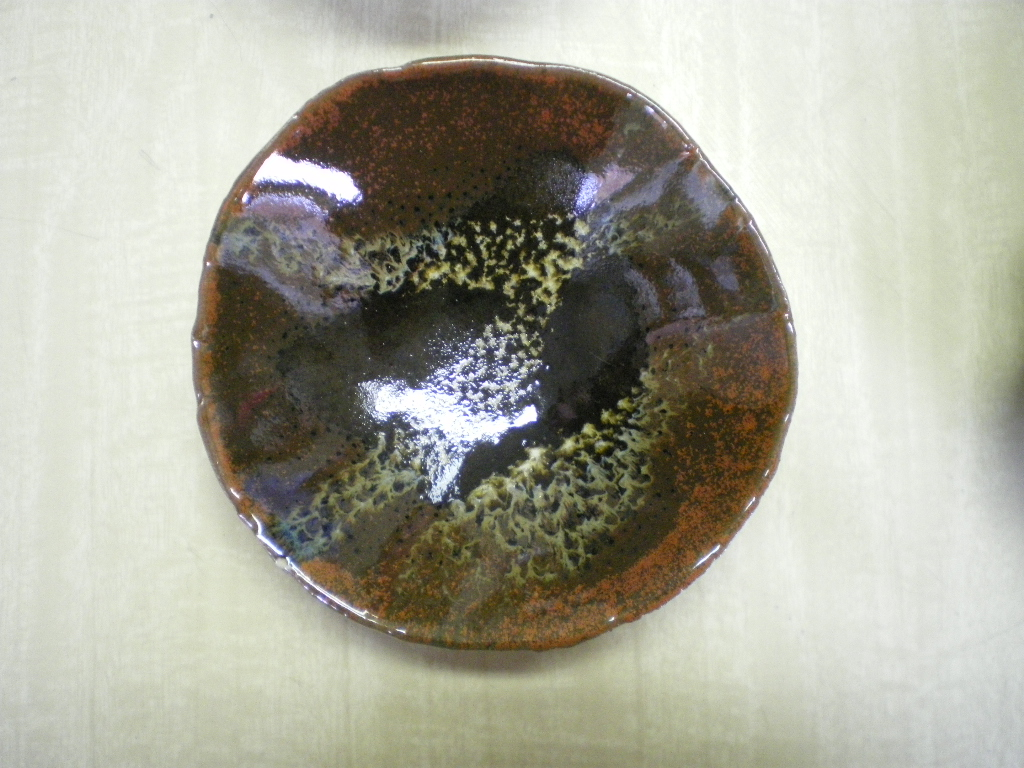
En este cuenco, el tenmoku forma una base muy oscura, rica en hierro. El rojo hierro de la segunda capa, más bermellón, revela el tenmoku por transparencia, en mayor o menor medida según las zonas. Se forman islas de marrones medios a oscuros. Esta combinación cubre todos los rojos y marrones.

Los componentes del vidriado son feldespato, piedra caliza y óxido de hierro . Cuanto más rápido se enfríe una pieza, más negro será el tono final.
Los Tenmoku son conocidos por su heterogeneidad. Durante su calentamiento y enfriamiento, varios factores influyen en la formación de cristales de hierro dentro del vidriado. Un proceso de cocción largo y un soporte de arcilla también muy coloreado con hierro aumentan las posibilidades de que el hierro de la arcilla se introduzca en el vidriado. Mientras el vidriado está fundido, el hierro puede penetrar en el interior y formar cristales en la superficie, como en el vidriado de «manchas de aceite», o permanecer disuelto para dar lugar a un intenso color brillante. Las manchas de aceite son más comunes en una cocción de oxidación.
Un tiempo de enfriamiento más prolongado permite obtener cristales superficiales de mayor tamaño. Para conseguir este efecto, los ceramistas pueden reducir la temperatura del horno. Durante una cocción normal, el horno se lleva lentamente a la temperatura máxima añadiendo combustible, después se deja de añadir combustible y se permite que el horno se enfríe lentamente perdiendo calor en el aire que lo rodea. Para reducir la temperatura del horno, el ceramista sigue añadiendo una cantidad limitada de combustible una vez alcanzada la temperatura máxima para ralentizar el proceso de enfriamiento y mantener el vidriado fundido el mayor tiempo posible.
Los Tenmoku pueden variar en color desde ciruela oscuro hasta amarillo, marrón y negro.
Los tipos de tenmoku más comunes son:
- Youhen (曜変天目)
- Yuteki (油滴天目)
- Haikatsugi (灰被天目)
- Nogime (禾目天目)
- Konoha (木葉天目)
- Moji (文字天目)
- Corrió (鸞天目)